# Samsung Galaxy M55 5G
Samsung Galaxy M55 5G — смартфон середнього рівня, розроблений Samsung Electronics, що входить до серії Galaxy M. Був представлений 28 березня 2024 року.
22 квітня 2024 року в Китаї був представлений Samsung Galaxy C55 5G, що в основному відрізняється від Galaxy M55 5G матеріалом задньої панелі та кольорами. 17 травня того ж року в Індії Samsung Galaxy C55 5G був представлений під назвою Samsung Galaxy F55 5G. 24 вересня 2024 року був представлений  Samsung Galaxy M55s 5G, який відрізняється від Galaxy M55 5G оформленням задньої панелі.

## Дизайн
Передня панель виконана зі скла, а рамка — з пластику. Задня панель Galaxy M55 5G та Galaxy M55s 5G виконана з пластику, а Galaxy F55 5G та Galaxy C55 5G — зі штучної шкіри.
Знизу знаходяться роз'єм USB-C, динамік та мікрофон. Зверху розташований другий мікрофон. З лівого боку розміщений гібридний слот під 2 SIM-картки або 1 SIM-картку і карту пам'яті формату microSD до 1 ТБ. З правого боку розміщені кнопки регулювання гучності та кнопка блокування.
Смартфони доступні в наступних кольорах:
| Galaxy M55 5G | Galaxy M55 5G    | Galaxy M55s 5G | Galaxy M55s 5G | Galaxy F55 5G | Galaxy F55 5G      | Galaxy C55 5G | Galaxy C55 5G           |
| Колір         | Назва            | Колір          | Назва          | Колір         | Назва              | Колір         | Назва                   |
| ------------- | ---------------- | -------------- | -------------- | ------------- | ------------------ | ------------- | ----------------------- |
|               | Джинсовий чорний |                | Чорний         |               | Родзинковий чорний |               | Модний чорний           |
|               | Світло-зелений   |                | Зелений        |               | Абрикосовий сік    |               | Кольоровий помаранчевий |

## Технічні характеристики

### Апаратне забезпечення

#### Платформа
Пристрої отримали процесор Qualcomm Snapdragon 7 Gen 1 з графічним процесором Adreno 644.

#### Акумулятор
Акумуляторна батарея отримала об'єм 5000 мА·год та підтримку швидкої зарядки на 45 Вт.

#### Камера
Моделі отримали основну потрійну камеру, що складається із ширококутного об'єктива на 50 Мп з діафрагмою f/1.8, фазовим автофокусом та оптичною стабілізацією зображення, надширококутного об'єктива на 8 Мп з діафрагмою f/2.2 та кутом огляду 123° і макрооб'єктива на 2 Мп з діафрагмою f/2.4. Також Моделі отримали ширококутну фронтальну камеру на 50 Мп з діафрагмою f/2.4. Основна та фронтальна камери вміють записувати відео в роздільній здатності 4K@30fps.

#### Екран
Смартфони мають 6,7-дюймовий екран Infinity-O (з круглим вирізом) типу Super AMOLED+ з роздільною здатністю Full HD+ (2400 × 1080), щільністю пікселів 393 ppi, співвідношенням сторін 20:9 і частотою оновлення дисплея 120 Гц. Також під дисплей вбудовано оптичний сканер відбитків пальців.

#### Звук
Пристрої отримали стереодинаміки, де роль другого динаміка виконує розмовний динамік.

#### Пам'ять
Galaxy M55 5G та Galaxy F55 5G продаються в конфігураціях 8/128, 8/256 та 12/256 ГБ, Galaxy M55s 5G — 8/128 та 8/256 ГБ, а Galaxy C55 5G — 8/256 та 12/256 ГБ.

### Програмне забезпечення
Смартфони були випущені на One UI 6.1 на базі Android 14.